# Calañas
Calañas ist eine Gemeinde in der Provinz Huelva in Andalusien (Spanien). Sie zählt 2.759 Einwohnern (Stand: 2024) und hat eine Gemeindefläche von 238 km². Sie befindet sich auf 291 müNN, etwa 64 km nördlich von der Provinzhauptstadt Huelva entfernt. Über die Bahnstrecke nach Zafra besteht Anschluss an Huelva sowie Extremadura.
Am 2. Oktober 2018 wurde aus Teilen der Gemeinde Calañas die neue Gemeinde La Zarza-Perrunal gegründet.